# اوئترمئل-بوآتسفور
شهر اوئترمئل-بوآتسفور (به فرانسوی: Watermael-Boitsfort) در شهرستان بروسل در منطقه بروکسل در کشور بلژیک واقع شده‌است.